# The Hong Kong Football Association

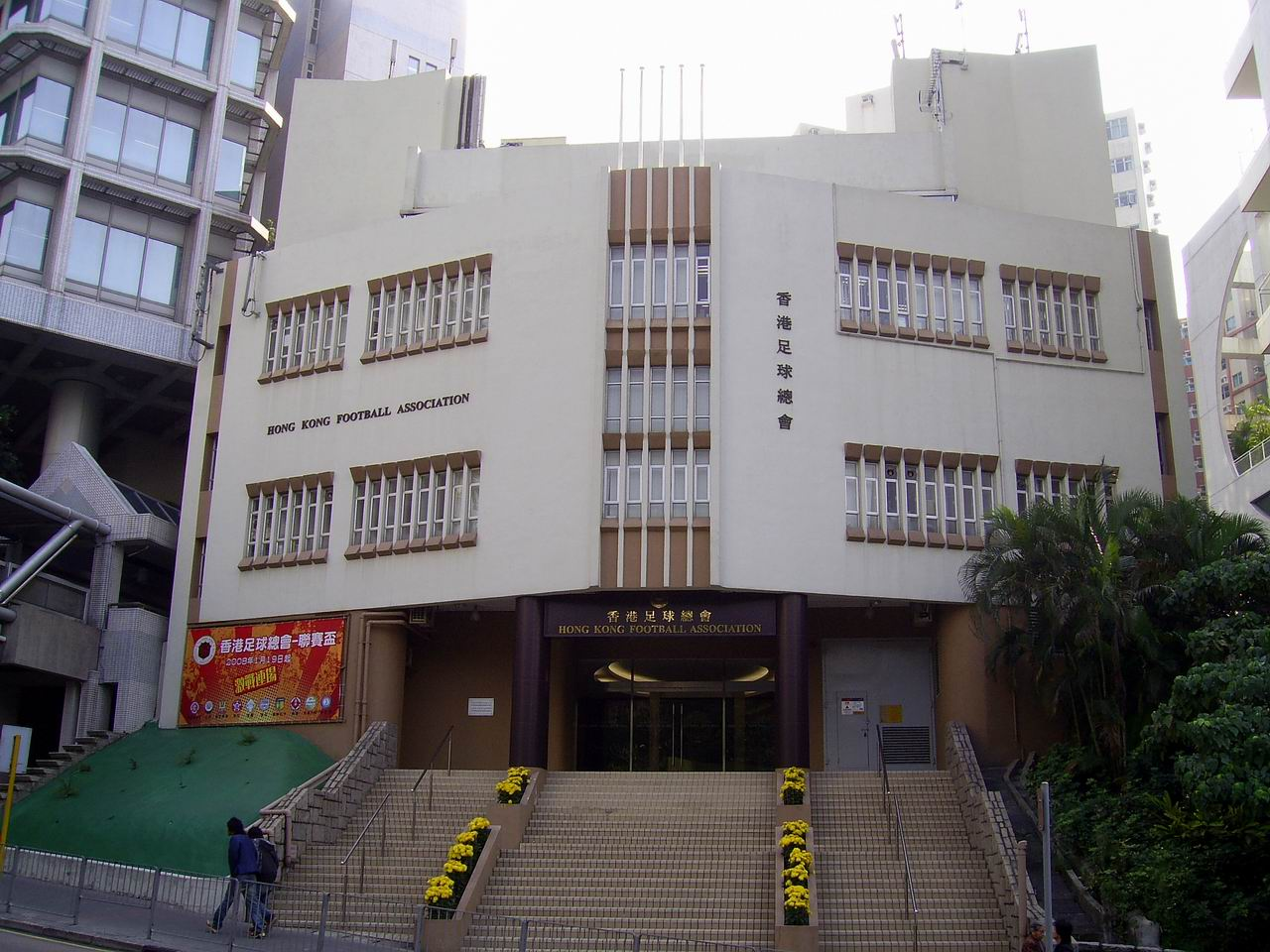
Hauptgebäude und Sitz der HKFA im Stadtteil Homantin, Kowloon 2008

Die Hong Kong Football Association, kurz HKFA (chinesisch 香港足球總會 / 香港足球总会, Pinyin Xiānggǎng Zúqiú Zǒnghuì, Jyutping Hoeng1gong2 Zuk1kau4 Zung2wui6*2), ist der Verband für Fußballvereine in Hongkong. Er wurde 1914 gegründet und gilt als einer der ältesten Asiens. 1954 trat der Verband als eines von zwölf Gründungsmitgliedern der Asian Football Confederation bei und wurde im selben Jahr Mitglied der FIFA. Obwohl Hongkong heute nach der Rückgabe 1997 politisch wieder zur Volksrepublik China gehört, ist die Sonderverwaltungszone auf sportlicher Ebene weiterhin autonom und hat einen eigenen Fußballverband mit Liga und Nationalmannschaft.
1956 richtete die HKFA die erste Fußball-Asienmeisterschaft aus. Die Fußballherren belegten dabei den dritten Platz. Dies ist bis heute der größte Erfolg, den die Herren-Nationalmannschaft bei einem internationalen Turnier erringen konnte.
Die HKFA gründete zum Auftakt des 2021/22 Hong Kong Premier Leagues (HKPL) am 2. September 2021 mit HK U23 Football Team (HK U23), eine Profi-Fußballmannschaft bestehend aus Großteils ehemaligen lokalen U23-Spieler Hongkongs unter dem Trainer bzw. Ex-Verteidigungsspieler Cheung, Kin-Fung (張健峰).

## Wettbewerbe

### Nationale Wettbewerbe
Folgende nationalen Wettbewerbe werden unter dem Dach der HKFA ausgetragen:
(chronologisch aufsteigend)
- Hong Kong Premier League
- Hong Kong First Division League
- Hong Kong Senior Challenge Shield („Senior Shield“)
- Hong Kong FA Chairman’s Cup („Chairman’s Cup“)
- Hong Kong FA Cup („Hongkong Fußballverbandspokal“)
- Hong Kong League Cup („Hongkong Ligapokal“)
- Hong Kong Junior Challenge Shield („Junior Shield“)
- Sapling Cup

#### Hongkong Meisterschaft
Hauptartikel: Hong Kong First Division League
Die Fußballmeisterschaft in Hongkong ist der wichtigste nationale Titel. Der Meister der Männer wird seit 1908 ausgespielt. Erster Titelträger war ein Verein namens Buffs. Rekordmeister und aktueller Titelträger ist der Verein der South China Athletic Association. Aktuell nehmen 13 Mannschaften an der ersten Liga teil. Insgesamt gibt es drei Seniorenligen für Herren in Hongkong.

#### Hong Kong Senior Challenge Shield
Hauptartikel: Hong Kong Senior Challenge Shield
Der Hong Kong Senior Challenge Shield Pokal ist der älteste Fußballturnier Hongkongs und vermutlich Asiens. Er wird bereits seit 1896 ausgetragen. Er wird jährlich von der HKFA veranstaltet und ist nach dem Gewinn der Meisterschaft der wichtigste Titel im nationalen Vereinsfußball. Der Sieger des Wettbewerbs wird nach dem K.-o.-System ermittelt. Meist nehmen nur Vereine der ersten Liga daran teil, plus der Gewinner des Junior Shield. Die South China AA ist auch hier Rekordhalter. Bisher konnte der Verein 20 Titel erringen.

#### Hong Kong Football Association Chairman’s Cup
Hauptartikel: Hong Kong Football Association Chairman’s Cup
Der Hong Kong FA Chairman’s Cup wurde 1975 ins Leben gerufen. Seit 1980 tragen ausschließlich nur Reservemannschaften aus Vereinen der ersten Liga dieses Turnier aus.

#### Hong Kong Football Association Cup
Hauptartikel: Hong Kong Football Association Cup
Der Verbandspokal, auch Hong Kong FA Cup – amtlich Hong Kong Football Association Cup, ist der zweitwichtigste Pokalwettbewerb nach dem Senior Challenge Shield. Unter seinem heutigen Namen wurde der Wettbewerb erstmals 1975 ausgetragen. Davor war er als Golden Jubilee Cup bekannt. Bis 1981 nahmen an dem Pokal auch Vereine der zweiten und dritten Liga teil. Rekordhalter ist auch hier die South China AA mit insgesamt neun Titeln.

#### Hong Kong League Cup
Hauptartikel: Hong Kong League Cup
Der Hongkong Ligapokal, kurz Ligapokal – amtlich Hong Kong League Cup, wird seit dem Jahr 2000 ausgetragen. Es nehmen alle Vereine der ersten Liga teil. Gespielt wird dabei in zwei Gruppen. Jede Mannschaft tritt einmal gegen die andere an. Die beiden Gruppenersten qualifizieren sich für das Halbfinale. Dabei spielen die Platzierten über Kreuz. Rekordhalter in diesem Wettbewerb ist Convoy Sun Hei SC mit vier Titeln.

#### Hong Kong Junior Challenge Shield
Hauptartikel: Hong Kong Junior Challenge Shield
Der Junior Shield, amtlich Hong Kong Junior Challenge Shield, war ein Fußballturnier für die Jugendmannschaften in Hongkong, der 2013 mit dem letzten Titelgewinner, die Juniorenmannschaft von Yuen Long FC, endete.

#### Sapling Cup
Hauptartikel: Sapling Cup
Der Sapling Cup wurde 2015 ins Leben gerufen und fand erstmals in der Fußballsaison 2015–2016 statt. Dieser Pokalturnier dient wie dessen Vorgängerwettbewerb Hong Kong Junior Challenge Shield, der bis 2013 stattfand, der Nachwuchsförderung der Fußballjugend in Hongkong. Der erste Pokal des Turniers holte die Juniorenmannschaft des Hong Kong Pegasus FC.